# 天野与四郎
天野 与四郎（あまの よしろう）は戦国時代の武将。遠江国周智郡の国衆。天野景泰と同一人物とされてきたが、現在では否定されている。諱は不明であり、通称が一度変わっているが本稿では人称を一貫して「与四郎」で通す。

## 生涯
父は永正年間に活動が確認される天野宮内右衛門尉とみられる。遠江天野氏は周智郡犬居谷を領域支配していた国人領主・国衆であり、戦国期には駿河今川氏と結びついた宮内右衛門尉系統の一族が台頭してきた。
与四郎の父・宮内右衛門尉と祖父・民部少輔景貞ら天野一族は遠江に侵攻する今川氏に加担して遠江守護・斯波義達との合戦に参加し、永正14年（1517年）には斯波氏の援軍として北遠に侵攻してきた信濃国の軍勢を天野一族が山中大滝合戦にて撃退した。与四郎はこの合戦での働きを今川氏親に賞され、父・宮内右衛門尉が感状を賜った。
大永6年（1526年）に今川氏親が死去し子の氏輝が跡を継ぐと、当時の天野氏惣領であった宮内右衛門尉は今川氏による家中への内政干渉や横川（現・浜松市天竜区）の直轄領化などに反発し、庶家や奥山郷（同前）の奥山氏と共に今川氏に反旗を翻した。この反乱は享禄年間から天文初期までの長期間継続し、特に享禄2年（1529年）から翌年にかけて今川氏が占拠した中尾生城を巡り激しい戦闘が繰り広げられた。
天文5年（1536年）に今川氏輝が死去し花倉の乱がおきると、与四郎ら天野氏の一族は今川義元方に付き各地の合戦に参陣した。これにより与四郎は同7年（1538年）5月には今川氏の帰参を赦されて天野氏惣領として認められた。その後与四郎は父の通称・宮内右衛門尉を襲名した。
天野氏惣領となった与四郎は引き続き今川氏に従属し、庶家で元々は惣領家だった安芸守系統の被官の取り込みを図るが、被官衆や親類の反発を受け失敗する。これにより今川氏から求められた軍役負担を履行できない状態となったため今川義元の介入を招き、安芸守系統の天野景泰の台頭を赦すこととなった。
天文12年（1543年）8月が史料上の終見であり、その後同14年（1545年）には叔父・虎景が天野氏惣領となっていることから、それ以前に死去したとされる。